# والتر رودلف هس
والتر رودلف هس (۱۷ مارس ۱۸۸۱ - ۱۲ اوت ۱۹۷۳) فیزیولوژیست اهل سوئیس بود که توانست در سال ۱۹۴۹ به‌خاطر نقشه‌برداری از مناطقی از مغز که در کنترل اندام‌های داخلی نقش دارند، برنده جایزه نوبل فیژیولوژی و پزشکی شود.